# In the Fire (låt)
In the Fire är en låt av den brittiske rapparen Dave, med andra brittiska rappare som Fredo, Meekz, Ghetts, Giggs och Nathan James Tettey.  Den har också ett intro med Milton Biggham från Florida Mass Choir. Den släpptes den 23 juli 2021 av Dave och Neighborhood Recordings på Daves andra studioalbum, We're All Alone in This Together.
"In the Fire" är en brittisk hiphoplåt med inslag av brittisk drill- och gospelmusik.

## Medverkande
- Dave - rappare
- Fredo - rappare
- Meekz - rappare
- Ghetts - rappare
- Giggs - rappare
- Milton Biggham - sampling
- Nathan James Tettey - outro

## Topplistor
| Topplistor (2021)                        | Topplacering |
| ---------------------------------------- | ------------ |
| Storbritannien (Official Charts Company) | 6            |

## Certifieringar
| Område                                         | Certifiering | Försäljning/enheter |
| ---------------------------------------------- | ------------ | ------------------- |
| Storbritannien (British Phonographic Industry) | Silver       | 200 000             |